# Inspektorat Graniczny nr 14
Inspektorat Graniczny nr 14 – jednostka organizacyjna Straży Granicznej pełniąca służbę ochronną na granicy polsko-niemieckiej w latach 1928–1939.

## Formowanie i zmiany organizacyjne
Biuro Inspektoratu Straży Granicznej „Lubliniec” zostało zorganizowane jeszcze w grudniu 1927 roku. Kierownikiem inspektoratu został st. kom. SC Stanisław Matera. Nowo organizowany inspektorat miał przejąć komisariaty Straży Celnej „Podłęże Szlacheckie” i „Kamieńsko” z Inspektoratu SC „Praszka” oraz komisariaty SC „Lubliniec płn.”, „Lubliniec płd.”, „Kalety” i „Tarnowskie Góry“ z Inspektoratu SC „Tarnowskie Góry”. Na ich bazie miały powstać podległe inspektoratowi SG „Lubliniec” komisariaty SG: „Herby” z podkomisariatem „Panki”, „Lubecko”, „Lubliniec” i „Tarnowskie Góry”.
Obejmowanie odcinka granicznego następowało etapami. W pierwszej dekadzie stycznia 1928 przejęto od Inspektoratu SG „Piaśniki” (wcześniej Tarnowskie Góry) komisariat SC „Lubliniec płn”, „Lubliniec płd”., „Kalety” i „Tarnowskie Góry”. Pod koniec stycznia przyjęto pozostałe komisariaty i placówkę „Buchacz” przeznaczoną do komisariatu Tarnowskie Góry. Z przyjętego komisariatu „Podłęże” wyłączono placówkę „Starokrzepice” i przeznaczono ją do komisariatu SC „Jelonki”. 
Rozporządzeniem Prezydenta Rzeczypospolitej Polskiej Ignacego Mościckiego z 22 marca 1928 roku, do ochrony północnej, zachodniej i południowej granicy państwa, a w szczególności do ich ochrony celnej, powoływano z dniem 2 kwietnia 1928 roku  Straż Graniczną.
Rozkazem nr 4 z 30 kwietnia 1928 roku w sprawach organizacji Śląskiego Inspektoratu Okręgowego dowódca Straży Granicznej gen. bryg. Stefan Pasławski zatwierdził dyslokację, granice i strukturę inspektoratu granicznego nr 14 „Lubliniec”.
Rozkazem nr 5 z 12 grudnia 1931 roku w sprawie etatu budżetowego Straży Granicznej na rok 1932/1933 komendant Straży Granicznej płk Jan Jur-Gorzechowski przeniósł siedzibę inspektoratu z Lublińca do Częstochowy ul. Chłopickiego 35/37.
Rozkazem nr 4 z 17 grudnia 1934 roku  w sprawach [...] zarządzeń organizacyjnych i zmian budżetowych, dowódca Straży Granicznej płk Jan Jur-Gorzechowski wyłączył komisariat  „Panki”  z Inspektoratu Granicznego „Wieluń” i przydzielił do Inspektoratu Granicznego „Częstochowa”.
Rozkazem nr 4 z 17 grudnia 1934 roku  w sprawach [...] zarządzeń organizacyjnych i zmian budżetowych, dowódca Straży Granicznej płk Jan Jur-Gorzechowski wyłączył komisariat „Tarnowski Góry”  z Inspektoratu Granicznego „Częstochowa” i przydzielił do Inspektoratu Granicznego „Wielkie Hajduki”.
Rozkazem nr 2 z 30 listopada 1937 roku w sprawach [...] przeniesienia siedzib i likwidacji jednostek, dowódca Straży Granicznej płk Jan Gorzechowski zniósł posterunek SG „Lisów”.
Rozkazem nr 1 z 1 lipca 1938 roku w sprawach [...] organizacyjnych, dowódca Straży Granicznej płk Jan Gorzechowski zniósł posterunek wywiadowczy „Zwierzyniec”.
Rozkazem nr 2 z 8 września 1938 roku w sprawie terminologii odnośnie władz i jednostek organizacyjnych formacji, dowódca Straży Granicznej płk Jan Gorzechowski nakazał zmienić nazwę Inspektoratu Granicznego „Częstochowa” na Obwód Straży Granicznej „Częstochowa”.
Rozkazem nr 12 z 14 lipca 1939 roku w sprawie reorganizacji placówek II linii i posterunków wywiadowczych oraz obsady personalnej, komendant Straży Granicznej gen. bryg. Walerian Czuma zniósł posterunek SG „Blachownia”.
Rozkazem nr 12 z 14 lipca 1939 roku w sprawie reorganizacji placówek II linii i posterunków wywiadowczych oraz obsady personalnej, komendant Straży Granicznej gen. bryg. Walerian Czuma utworzył placówkę II linii „Koziegłowy”.
Rozkazem nr 13 z 31 lipca 1939 roku w sprawach [...] przeniesienia siedzib i zmiany przydziałów jednostek organizacyjnych, komendant Straży Granicznej gen. bryg. Walerian Czuma zniósł placówkę I linii „Krywałd”  i posterunek SG „Konopiska”.

## Służba graniczna
Dowódca Straży Granicznej gen. bryg. Stefan Pasławski swoim rozkazem nr 4 z 30 kwietnia 1928 roku w sprawach organizacji Śląskiego Inspektoratu Okręgowego określił granice inspektoratu granicznego: od północy: placówka Straży Granicznej „Starokrzepice” wyłącznie, od południa: placówka Straży Granicznej „Sucha Góra” włącznie.
Sąsiednie inspektoraty:
- Inspektorat Graniczny „Wieluń” ⇔ Inspektorat Graniczny „Huta Królewska” − 1928

## Kierownicy/komendanci inspektoratu
| stopień  | imię i nazwisko         | okres pełnienia służby  | kolejne stanowisko    |
| -------- | ----------------------- | ----------------------- | --------------------- |
| kom. SC  | Stanisław Materna       | – 16 IV 1928            | kierownik IG „Rybnik” |
| kom. SC  | Józef Kozakiewicz       | 16 IV 1928 – 13 VI 1929 |                       |
| nkom. SG | Metody Kalinowski       | 13 VI 1929 – 20 VI 1931 |                       |
| nkom.    | Piotr Stando            | 21 IX 1931 – 28 I 1933  | zmarł                 |
| insp.    | Bernard Miller          | 20 VIII 1932–           |                       |
| insp.    | Józef Ignacy Wiśniewski | do I 1937               | †23 VII 1937          |
| insp.    | Marcin Zalewski         | był w XI 1937           |                       |

## Struktura organizacyjna
Organizacja inspektoratu w kwietniu 1928:
- komenda − Lubliniec
- komisariat Straży Granicznej „Herby”
- komisariat Straży Granicznej „Lubecko”
- komisariat Straży Granicznej „Lubliniec”
- komisariat Straży Granicznej „Tarnowskie Góry”

Organizacja inspektoratu w listopadzie 1929:
- komenda − Lubliniec
- 1/14 komisariat Straży Granicznej „Panki”
- 2/14 komisariat Straży Granicznej „Herby”
- 3/14 komisariat Straży Granicznej „Lubliniec”
- 4/14 komisariat Straży Granicznej „Kalety”
- 5/14 komisariat Straży Granicznej „Tarnowskie Góry”